# Сарагоза, Марсело
Марсело Силвейра Сарагоза (порт.-браз. Marcelo Silveira Saragosa; 22 февраля 1982, Кампу-Гранди, Мату-Гросу-ду-Сул, Бразилия) — бразильский футболист, опорный полузащитник.

## Карьера
Сарагоза провёл один год в академии «Португезы», после чего в возрасте 13 лет попал в молодёжную систему «Сан-Паулу». Дебютировал в составе «Сан-Паулу» в возрасте 18 лет в матче против «Сантоса», выйдя во втором тайме на позиции правого защитника.
31 марта 2004 года «Сан-Паулу» и «Лос-Анджелес Гэлакси» подписали соглашение о сотрудничестве, в рамках которого Сарагоза был арендован американским клубом. В MLS дебютировал 3 апреля в матче стартового тура сезона 2004 против «Нью-Инглэнд Революшн», выйдя на замену во втором тайме вместо Артуро Торреса. Сыграл 26 матчей за «Гэлакси», и по истечении годичной аренды вернулся в «Сан-Паулу».
В первой половине 2005 года в течение четырёх месяцев Сарагоза выступал на правах аренды за «Наутико».
13 сентября 2005 года Сарагоза вернулся в «Лос-Анджелес Гэлакси» на постоянной основе. 25 сентября в матче против «Канзас-Сити Уизардс» забил свой первый гол в MLS. В конце июня 2006 года «Лос-Анджелес Гэлакси» отказался от услуг игрока.
19 июля 2006 года «Даллас» выменял права на Сарагозу у «Лос-Анджелес Гэлакси» за пик второго раунда Дополнительного драфта MLS 2007. За «Даллас» он дебютировал 29 июля в матче против «Колорадо Рэпидз», заменив во втором тайме Эйба Томпсона. 18 октября 2008 года в матче против «Реал Солт-Лейк» забил свой первый гол за «Даллас».
17 июля 2009 года «Даллас» обменял Сарагозу «Чивас США» на Атибу Харриса. За «Чивас США» он дебютировал 8 августа в матче против «Колорадо Рэпидз». По окончании сезона 2010 «Чивас США» отклонил опцию продления контракта Сарагозы.
Сарагоза был доступен на Драфте возвращений MLS 2010, но остался невыбранным.
В 2011 году Сарагоза выступал в чемпионате Азербайджана за клубы «Абшерон» и «Ряван Баку».
16 февраля 2012 года Сарагоза вернулся в MLS, подписав контракт с «Ди Си Юнайтед». Дебютировал за «Ди Си Юнайтед» 18 марта в матче против «Лос-Анджелес Гэлакси». 29 мая в матче Открытого кубка США против «Ричмонд Кикерс» забил свой первый гол за «Ди Си Юнайтед». По окончании сезона 2013 «Ди Си Юнайтед» не продлил контракт с Сарагозой.
Сарагоза был доступен на Драфте возвращений MLS 2013, но остался невыбранным.
3 февраля 2015 года Сарагоза подписал контракт с клубом Североамериканской футбольной лиги «Тампа-Бэй Раудис». 1 апреля он был назначен капитаном команды. За «Раудис» дебютировал 4 апреля в матче стартового тура сезона 2015 против «Сан-Антонио Скорпионс», отметившись голевой передачей. По окончании сезона 2015 «Тампа-Бэй Раудис» не стал продлевать контракт с Сарагозой и он стал свободным агентом.
3 августа 2018 года Сарагоза был представлен как один из первых трёх игроков новообразованного клуба Чемпионшипа ЮСЛ «Остин Боулд», вступающего в лигу в сезоне 2019. Дебютировал за «Остин Боулд» 30 марта 2019 года в матче против «Сан-Антонио». 18 апреля «Остин Боулд» объявил, что Сарагоза завершает игровую карьеру и переходит на должность директора по футбольным операциям клуба.

## Достижения
Командные
 «Лос-Анджелес Гэлакси»
- Чемпион MLS (обладатель Кубка MLS): 2005
- Обладатель Открытого кубка США: 2005

## Статистика выступлений
| Выступление          | Выступление      | Выступление      | Лига | Лига | Плей-офф | Плей-офф | Кубок | Кубок | Континент | Континент | Итого | Итого |
| Клуб                 | Лига             | Сезон            | Игры | Голы | Игры     | Голы     | Игры  | Голы  | Игры      | Голы      | Игры  | Голы  |
| -------------------- | ---------------- | ---------------- | ---- | ---- | -------- | -------- | ----- | ----- | --------- | --------- | ----- | ----- |
| Сан-Паулу            | Серия A          | 2003             | 6    | 0    | —        | —        | —     | —     | 1         | 0         | 7     | 0     |
| Лос-Анджелес Гэлакси | MLS              | 2004             | 26   | 0    | 3        | 0        | 1     | 0     | —         | —         | 30    | 0     |
| Лос-Анджелес Гэлакси | MLS              | 2005             | 4    | 1    | 2        | 0        | 1     | 0     | —         | —         | 7     | 1     |
| Лос-Анджелес Гэлакси | MLS              | 2006             | 10   | 0    | —        | —        | —     | —     | 2         | 0         | 12    | 0     |
| Лос-Анджелес Гэлакси | Итого            | Итого            | 40   | 1    | 5        | 0        | 2     | 0     | 2         | 0         | 49    | 1     |
| Даллас               | MLS              | 2006             | 7    | 0    | 2        | 0        | 2     | 0     | —         | —         | 11    | 0     |
| Даллас               | MLS              | 2007             | 13   | 0    | 0        | 0        | 1     | 0     | 3         | 0         | 17    | 0     |
| Даллас               | MLS              | 2008             | 25   | 1    | —        | —        | 2     | 0     | —         | —         | 27    | 1     |
| Даллас               | MLS              | 2009             | 9    | 0    | —        | —        | —     | —     | —         | —         | 9     | 0     |
| Даллас               | Итого            | Итого            | 54   | 1    | 2        | 0        | 5     | 0     | 3         | 0         | 64    | 1     |
| Чивас США            | MLS              | 2009             | 8    | 0    | 1        | 0        | 0     | 0     | —         | —         | 9     | 0     |
| Чивас США            | MLS              | 2010             | 14   | 0    | —        | —        | 3     | 0     | 2         | 0         | 19    | 0     |
| Чивас США            | Итого            | Итого            | 22   | 0    | 1        | 0        | 3     | 0     | 2         | 0         | 28    | 0     |
| Ди Си Юнайтед        | MLS              | 2012             | 16   | 1    | 4        | 0        | 2     | 1     | —         | —         | 22    | 2     |
| Ди Си Юнайтед        | MLS              | 2013             | 8    | 0    | —        | —        | 0     | 0     | —         | —         | 8     | 0     |
| Ди Си Юнайтед        | Итого            | Итого            | 24   | 1    | 4        | 0        | 2     | 1     | —         | —         | 30    | 2     |
| Тампа-Бэй Раудис     | NASL             | 2015             | 17   | 0    | —        | —        | 1     | 0     | —         | —         | 18    | 0     |
| Остин Боулд          | USLC             | 2019             | 2    | 0    | —        | —        | —     | —     | —         | —         | 2     | 0     |
| Всего за карьеру     | Всего за карьеру | Всего за карьеру | 165  | 3    | 12       | 0        | 13    | 1     | 8         | 0         | 198   | 4     |

Источники: Transfermarkt, Soccerway, Footballdatabase.eu, SoccerStats.us.